# Stanisław Gąsiorowski z Mieroszewic
Stanisław Gąsiorowski z Mieroszewic herbu Ślepowron – skarbnik inowrocławski w latach 1667-1670.
Członek konfederacji województw kujawskich w 1670 roku.